# Francesco Mancini
Francesco Mancini (Nàpols, la Campània, 16 de gener de 1672 - 22 de setembre de 1737) fou un compositor napolità.
Fou un professor important que aconseguí obtenir força reconeixement durant l'absència d'Alessandro Scarlatti de la cort napolitana, entre 1702 i 1708. En aquest període fou director del Conservatorio di Santa Maria di Loreto, així com el primer organista i mestre de la capella reial. El seu assistent fou Giuseppe Porsile.
Va compondre 29 òperes, diverses sonates, 7 serenates, 12 oratoris i més de 200 cantates seculars, a més a més de molta música sacra i una petita quantitat de música instrumental. Avui és conegut sobretot per les sonates per a flauta.